# Maman Sambo Sidikou
Maman Sambo Sidikou (1949) es un diplomático y expolítico de Níger. Desde el 6 de febrero de 2018 es jefe de la Secretaría Permanente del G5 del Sahel. Fue ministro de Asuntos Exteriores de Níger de 1997 a 1999. Posteriormente ha ocupado diversas responsabilidades en organismos internacionales, entre ellos Naciones Unidas y la Unión Africana.  

## Trayectoria
Sikikou se diplomó en periodismo en la Universidad de Dakar, estudió Ciencias Políticas en Madrid. Desde 1976 trabajó como periodista en la Oficina de Radiodifusión y Televisión de Níger (ORTN).  En 1983 dirigió el gabinete del primer ministro. A principios de la década de 1990 fue asistente de investigación en el Centro de Estudios Internacionales en el Learning Systems Institute de la Universidad Estatal de Florida. Allí realizó su doctorado con su disertación en 1994 sobre educación de adultos en Níger. De 1994 a 1995 trabajó para USAID en Niamey como gerente de cooperación para el desarrollo . 
Bajo la presidencia de Ibrahim Baré Maïnassara que llegó al poder mediante un golpe de Estado en enero de 1996 fue inicialmente designado asesor de la oficina presidencial. De 1997 a 1999 fue ministro de Asuntos Exteriores e Integración Africana de Níger y 1999 jefe de Gabinete del presidente de la República de Níger con rango ministerial. También se desempeñó como Jefe de Gabinete del primer ministro y director de la Televisión Nacional dentro del Ministerio de Información. 

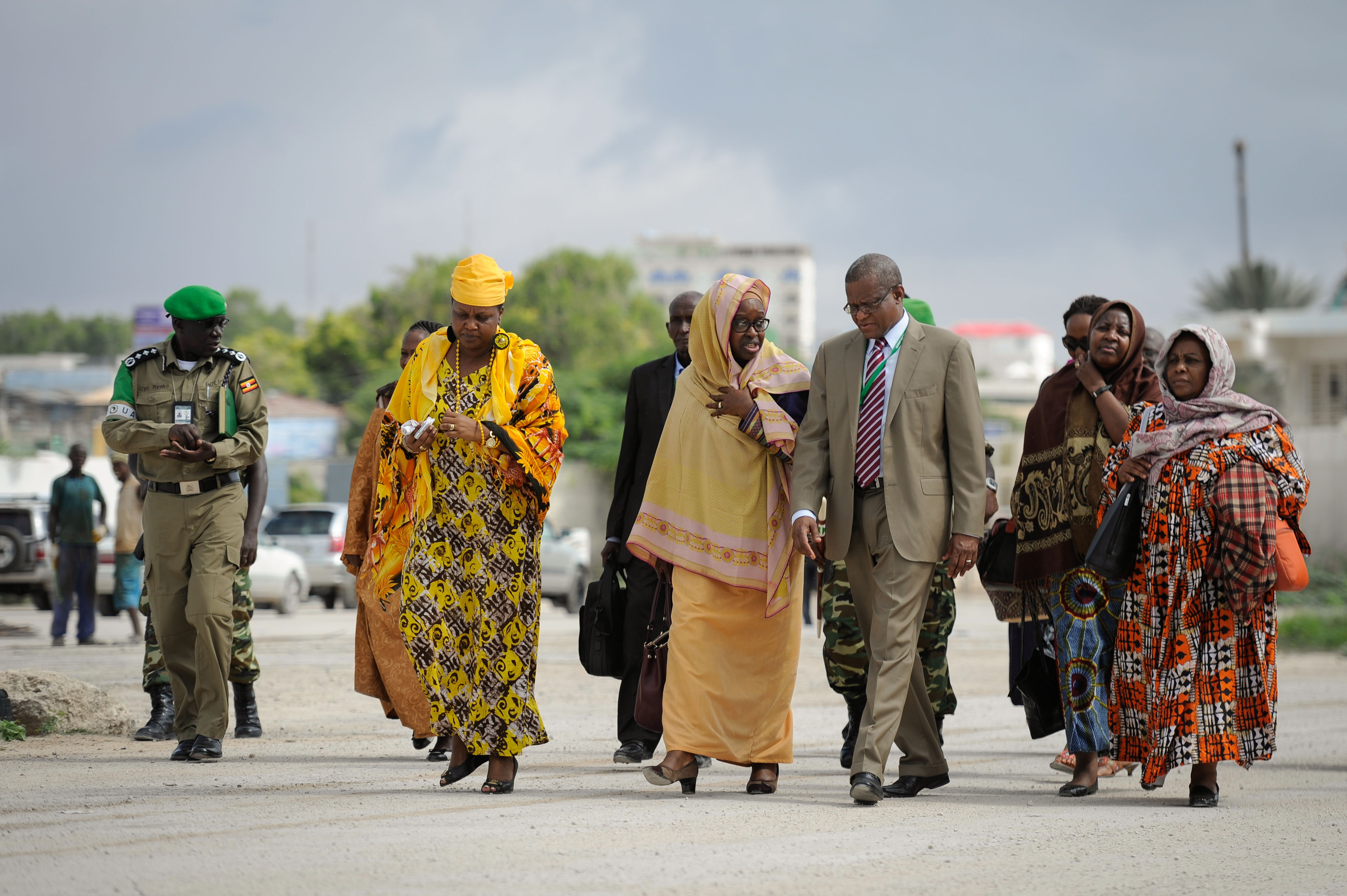
Sidikou con Bineta Diop en 2014 en una visita a Mogadiscio

Entre 1999 y 2011 trabajó para el Banco Mundial en Washington D. C.; para UNICEF en Nigeria, Afganistán, Irak, Jordania; y, para Save the Children - Reino Unido en Ruanda y la República Democrática del Congo.  
En 2011 fue nombrado embajador de Níger en Estados Unidos puesto que asumió hasta 2014. 
Entre 2014 y 2015 fue representante especial del presidente de la Comisión de la Unión Africana (SRCC) para Somalia y jefe de la Misión de la Unión Africana en Somalia (AMISOM). De octubre de 2015 hasta el 31 de enero de 2018 fue representante especial del secretario general de las Naciones Unidas para la República Democrática del Congo (RDC) y Jefe de la Misión de Estabilización de la Organización de las Naciones Unidas en la República Democrática del Congo (MONUSCO) sucediendo al diplomático alemán Martin Kobler.
En febrero de 2018 fue nombrado Secretario permanente del G5 del Sahel.